# Bobby Franklin
Bobby Franklin (Clarksdale, Misisipi; 5 de octubre de 1936-Senatobia, Misisipi; 13 de mayo de 2025) fue un jugador y entrenador estadounidense de fútbol americano que jugó siete temporadas en la NFL con los Cleveland Browns en las posiciones de quarterback y safety, y fue campeón de la NFL en 1964.

## Carrera

### Universitario
Franklin fue reclutado por los Mississippi State Bulldogs y los Ole Miss Rebels, eligiendo a Ole Miss con beca completa, donde jugó de 1956 a 1960. Fue el quarterback titular de los Rebels, y guio al equipo a tres apariciones consecutivas en un bowl. Fue el MVP del Gator Bowl de 1958 donde vencieron a los Florida Gators por 7-3. Después ganó el MVP en el Sugar Bowl de 1960, partidos donde lanzó dos pases de touchdown en la victoria por 21-0 sobre el campeón nacional y tercer mejor equipo del país LSU. Franklin se lesionó a inicios de la temporada y fue reemplazado por Jake Gibbs. LSU venía de vencer a los Rebels en el partido de temporada regular del 31 de octubre por 3-7 con un touchdown de Billy Cannon's famous "Halloween Run" punt return.
Cuando Gibbs tenía un pase de touchdown en el Sugar Bowl, Franklin tomó el mando, completó 10 de 15 pases para 146 yardas. Fue nombrado como campeón nacional de la NCAA por varios comités de selección.

### Profesional
Franklin fue seleccionado en la posición global 11 por los Cleveland Browns en el Draft de la NFL de 1960, y también fue seleccionado por Los Angeles Chargers en la recién creada American Football League (AFL). Los Browns también seleccionaron a sus compañeros de Ole Miss Johnny Brewer en la cuarta ronda y al liniero ofensivo Robert Khayat en la sexta ronda. Brewer jugó con los Browns hasta 1967 como tight end y linebacker. Khayat nunca jugó con los Browns ya que fue cambiado por el tackle ofensivo Fran O'Brien en abril de 1960 a los Washington Redskins junto al running back/placekicker Sam Baker. Khayat jugó para Washington hasta 1963, principalmente en los equipos de patada. 
Con los Browns Franklin se reunió con su excompañero en Ole Miss, el guardia Gene Hickerson, que eligieron los Browns en 1957. los dos se convirtieron en amigos de por vida, además de que Hickerson fue seleccionado al Pro Football Hall of Fame en 2007. Hickerson sufría de demencia, por lo que le costaba hablar.
Los Browns usaban a Franklin en la defensiva secundaria, como safety. Antes de unirse a los Browns jugó el College All-Star Game de 1960. Franklin lideró ma los Browns con ocho intercepciones en 1960, el cuarto mejor de la liga, tres de ellas en un partido, y dos de ellas regresos de touchdown de 31 y 37 yardas en la victoria por 42-0 sobre los Chicago Bears el 11 de diciembre, día en el que los Browns interceptaron siete pases en la peor derrota en la historia de los Bears. Los dos regresos de touchdown eran un récord hasta que David Bowens repitió el logro en 2010.
En 1961 los Browns usaron a Franklin como especialista en regresos de patada además de su función defensiva. Franklin también fue el colocador en los goles de campo y puntos extra como en Ole Miss, donde hizo equipo con los pateadores Baker (1960) y el eventual miembro del Salón de la Fama Lou Groza (1961-1966). En su año de novato anotó su primer touchdown, de 19 yardas en un engaño de gol de campo en el último partido de pretemporada de los Browns, en la victoria por 14-10 sobre los Detroit Lions. Volvió a hacerlo en 1961 ante los St. Louis Cardinals, de 12 yardas en la victoria por 21-0.
En 1964 ganó el campeonato nacional venciendo en la final a los Baltimore Colts 27-0 partido en el que Groza anotó dos goles de campo y tres puntos extra. Franklin también fue el pateador suplente de despejes de los Browns, donde realizó cuatro patadas de despeje con los Browns en 1965, y también llegó a la final del campeonato nacional ante los Green Bay Packers, partido que perdieron 12-23.
En el draft de expansión de la NFL de 1966 fue seleccionado por la recién creada franquicia de los Atlanta Falcons junto a sus compañeros de equipo Larry Benz y Dale Memmelaar. Fue dejado libre por Atlanta antes de iniciar la temporada regular, por lo que Franklin se unió a Georgia Tech Yellowjackets como coach novato. En septiembre regresó a los Browns. Se quedó con el equipo hasta el final de la temporada donde anunció su retiro para regresar al cuerpo de entrenadores de Georgia Tech.

### Entrenador
En 1968 Franklin se unió al staff de entrenadores de los Dallas Cowboys de Tom Landry como entrenador de línea secundaria por las siguientes cuatro temporada, de 1968 a 1971, y como entrenador de equipos especiales en 1972. Estuvo en el Super Bowl V y en el Super Bowl VI, siendo campeón de la NFL en el VI. Franklin luego pasó a ser entrenador de línea secundaria con los Baltimore Colts en 1973 y reclutador para los Seattle Seahawks de 1980 a 1985.
Franklin compró Best Dollar Store en Tunica, Mississippi y le cambió el nombre por el de Bobby Franklin's Dollar Store por tres años antes de aceptar unirse al staff de entrenadores de Northwest Mississippi Rangers en 1979 donde fue coordinador ofensivo dos años con el entrenador Ray Poole. Luego fue entrenador en jefe del equipo por los siguientes 24 años, liderando a los Rangers a ocho apariciones en bowls, con un récord de por vida de 201–57–6 antes de su retiro en 2004. Ganó el NJCAA National Football Championship en 1982 y 1992 y finalista en 1991. Como entrenador, Franklin desarrolló a 35 jugadores que terminaron jugando en la NFL o en la Canadian Football League (NFL). Franklin fue seleccionado miembro de Salón de la Fama de la Universidad en 2003. La universidad rebautizó su campo de fútbol americano con el nombre Bobby Franklin Field en su honor en 2005.